# 丸紅ロジスティクス
丸紅ロジスティクス株式会社（まるべにろじすてぃくす、英文社名:MARUBENI LOGISTICS CORPORATION）は、東京都千代田区に本社を置き、物流事業（サード・パーティー・ロジスティクス、3PL）を主業務とする丸紅グループの企業である。

## 沿革

### 旧丸紅物流株式会社
- 1984年3月 - オーバーシーズトランスポートサービス株式会社設立。
- 1992年3月 - 丸紅フレイトシステム株式会社を設立。
- 1995年1月 - オーバーシーズトランスポートサービス株式会社が丸紅物流株式会社（初代）に商号変更し、東京都千代田区へ本社移転。
- 1997年10月 - 丸紅フレイトシステム株式会社が、丸紅物流株式会社（初代）と株式会社丸紅エアエクスプレスを吸収合併し、丸紅物流株式会社（2代）に商号変更。
- 2005年1月 - 国内流通事業をロジパートナーズ株式会社へ移管。
- 2009年2月 - Marubeni Transport Service Corp.の株式70％を取得し、子会社化。
- 2010年5月 - 中国上海市に現地駐在員事務所を開設。
- 2012年12月 - 上海駐在員事務所を閉鎖し、その機能を北京外紅国際物流有限公司 上海分公司へ統合。
- 2014年12月 - 株式会社インターフォワードシステムズの株式40％を取得し、持分法適用関連会社に該当。

### 旧ロジパートナーズ株式会社
- 2004年12月 - 丸紅グループの3PL事業分野における物流企業として東京都千代田区にロジパートナーズ株式会社を設立。
- 2008年7月 - 本社を東京都千代田区一番町に移転。
- 2011年
  - 7月 - 新潟流通株式会社の全株式を株式会社栗山米菓から取得。
  - 11月 - 丸紅紙パルプ物流株式会社の全株式を丸紅紙パルプ販売株式会社から取得。
- 2012年
  - 1月 - 新潟流通株式会社を吸収合併。
  - 3月 - 本社を東京都文京区小石川に移転。
  - 4月 - 丸紅紙パルプ物流株式会社を吸収合併。

### 丸紅ロジスティクス株式会社
- 2015年
  - 4月 - ロジパートナーズ株式会社および丸紅物流株式会社が合併し、東京都千代田区に丸紅ロジスティクス株式会社発足。
  - 10月 - 株式会社アシックスの物流子会社であるアシックス物流株式会社の全株式を同社より取得。
- 2016年10月 - アシックス物流株式会社を吸収合併。
- 2017年7月 - 株式会社インターフォワードシステムズを吸収合併。
- 2018年5月 - 認定事業者制度（AEO制度）に基づく「認定通関業者」の認定取得。

## 事業所
出典：公式ホームページ「企業情報・国内ネットワーク」

### 本社
- 〒101-0054：東京都千代田区神田錦町三丁目13番地 竹橋安田ビル

### 事業所
- 仙台物流センター - 宮城県仙台市宮城野区中野字沼向50-1
- 古河物流センター - 茨城県古河市茶屋新田270-15
- 常総物流センター - 茨城県常総市内守谷町3954-3
- つくば流通センター・同センター2号棟 - 茨城県つくばみらい市紫峰ヶ丘3-35-2
- つくばみらい物流センター - 茨城県つくばみらい市紫峰ヶ丘3-36-1
- 守谷物流センター - 茨城県つくばみらい市絹の台4-4
- 坂東物流センター - 茨城県坂東市緑の里2
- 共配センター - 群馬県邑楽郡千代田町新福寺171
- 三芳物流センター - 埼玉県入間郡三芳町上富1163
- ふじみ野物流センター - 埼玉県ふじみ野市亀久保1146-5
- 本庄物流センター - 埼玉県本庄市児玉町児玉1617-1
- 岩槻物流センター - 埼玉県さいたま市見沼区卸町2-6-10
- 流山物流センター - 千葉県流山市西深井1337　DPL流山Ⅰ東棟　4階
- 柏物流センター - 千葉県柏市大青田723-3
- 柏第二物流センター - 千葉県柏市鷲野谷1027-29
- 野田物流センター
  - A区画 - 千葉県野田市泉2-1-3　ロジスティクスパーク野田船形 4階
  - B区画 - 千葉県野田市泉2-1-3　ロジスティクスパーク野田船形 1階
- 野田第二物流センター - 千葉県野田市泉1-1-6
- 船橋物流センター - 千葉県船橋市日の出2-20-3
- 新習志野物流センター - 千葉県習志野市茜浜2-8-2
- 東京通関センター - 東京都千代田区神田錦町三丁目13番地　竹橋安田ビル 3階
- 青海物流センター - 東京都江東区青海4-4-6
- 東扇島物流センター - 神奈川県川崎市川崎区東扇島26-8
- 横浜物流センター - 神奈川県横浜市鶴見区大黒ふ頭22
- 福浦物流センター - 神奈川県横浜市金沢区福浦2-3-1
- 厚木物流センター - 神奈川県厚木市金田1009-2
- 新発田物流センター - 新潟県新発田市岡田1578-8
- 中条物流センター - 新潟県胎内市柴橋1188
- 新潟物流センター - 新潟県新潟市北区西名目5505番35
- 磐田物流センター - 静岡県磐田市下万能100
- 名古屋通関センター - 愛知県名古屋市中区錦2-2-2　名古屋丸紅ビル 10階
- 春日井物流センター - 愛知県春日井市気噴町3-5-1
- 名古屋南物流センター - 愛知県東海市新宝町507-22
- 伊賀物流センター - 三重県伊勢市中柘植1178
- 桑名物流センター - 三重県桑名市多度町力尾4076
- 京田辺物流センター - 京都府京田辺市松井宮田1　プロロジスパーク京田辺
- 大阪通関センター - 大阪府大阪市北区堂島浜1-2-1　新ダイビル 28階
- 箕面物流センター - 大阪府箕面市船場東2-6-13
- りんくう物流センター - 大阪府泉佐野市りんくう往来北2-11
- 新大阪物流センター - 大阪府大阪市東淀川区西淡路6-4-111
- 茨木物流センター - 大阪府茨木市上郡1-4-23
- 舞洲物流センター - 大阪府大阪市此花区北港白津1-11-3
- 尼崎物流センター - 兵庫県尼崎市東浜7
- 神戸物流センター・同センター2号棟 - 兵庫県神戸市北区赤松台1-1-100
- 阪神第二物流センター - 兵庫県西宮市山口町阪神流通センター1-18
- 坂出物流センター - 香川県綾歌郡宇多津町浜3番丁32番
- 福岡物流センター - 福岡県福岡市東区香椎浜ふ頭2-2-1

## 関連会社
- 丸紅株式会社（親会社）